# Opel Vectra C
Opel Vectra C var en stor mellemklassebil fra den tyske bilfabrikant Opel og tredje generation af Opel Vectra-serien. Modellen blev præsenteret på Geneve Motor Show i marts 2002 som efterfølger for Vectra B, og var baseret på GMs Epsilon-platform.

## Modelhistorie
Da salget af Vectra C startede i april 2002 fandtes kun sedanudgaven, mens combi coupé-udgaven kom på markedet i september 2002 som sportslig GTS-model med standardmonteret sænket undervogn. Caravan-modellen blev introduceret på Frankfurt Motor Show 2003 og kom ud til forhandlerne i oktober 2003. Caravan-modellen havde en længere akselafstand end sedan og combi coupé-modellerne.
I forhold til forgængeren var Vectra C vokset betydeligt i længden. Dette spillede også en rolle for bortfaldet af Omega i juni 2003, da Opel med den nu større Vectra kunne bibeholde en plads i den øvre mellemklasse. Med Epsilon-platformen indførte Opel CAN-Bus-systemet, som også fandt anvendelse i Astra H. Yderligere nyheder var brugen af en elektrohydraulisk servostyring, som afløste den hidtil benyttede rent hydrauliske servostyring, samt den fra modelår 2005 som ekstraudstyr tilgængelige aktive undervogn IDS+ med elektronisk støddæmperindstilling CDC (Continuous Damping Control).
Ligesom forgængeren fandtes Vectra C som sedan, combi coupé og stationcar (Caravan); strengt taget var også modellen Opel Signum en karrosserivariant af Vectra C.
- Bagfra
- Opel Vectra GTS (2002–2005)
- Opel Vectra Caravan (2003–2005)

### Facelift
Efter små modifikationer i marts 2004 gennemgik Vectra C et omfattende facelift i juni 2005. Udefra kunne den faceliftede Vectra C kendes på en modificeret front med markante forlygter ligesom på Astra H.
Derudover blev frontskørterne og kølergrillen nydesignet. I kabinen fandt dyrere kunststoffer anvendelse, og dieselmodellerne fik som standardudstyr vedligeholdelsesfrit partikelfilter. På benzinsiden udgik 3,2 V6-motoren og blev afløst af to forskellige versioner af GM's 2,8 V6 Turbo.
Vectra kunne også fås med OPC Line-udstyr, som lignede den "ægte" OPC og gav Vectra et mere sportsligt udseende. Vectra OPC Line var udstyret med OPC Line-kølergrill, -sidebeskyttelseslister, -bagskærme samt OPC Line-læderrat og -gearknop.
Produktionen af Vectra C og dennes aflægger Signum blev indstillet i juli 2008. Begge modeller blev i november 2008 afløst af den nye Insignia.
- Opel Vectra sedan (2005–2008)
- Bagfra
- Opel Vectra OPC combi coupé (2005–2008)
- Opel Vectra Caravan (2005–2008)

I Argentina, Brasilien og Uruguay solgte General Motors sedan- og combi coupé-udgaverne af Vectra C, og i Chile og Mexico under navnet Chevrolet Vectra.
Mellem 2006 og 2009 byggede GM under varemærket Saturn Saturn Aura på samme platform, som også benyttede dele fra de europæiske Vectra-modeller. Samtidig startede eksporten af modellen til Egypten, hvor den blev solgt som Opel Vectra. Salget i Egypten varetages af General Motors Egypt.

## Udstyrsvarianter
| &#149; Cosmo        | 6/2005 – 6/2007 |
| &#149; Cosmo Plus   | 7/2007 – 7/2008 |
| &#149; Edition      | 6/2005 – 6/2007 |
| &#149; Edition Plus | 7/2007 – 7/2008 |
| &#149; GTS          | 9/2002 – 6/2007 |
| &#149; OPC          | 9/2005 – 7/2008 |

### Specialmodeller
| &#149; Edition       | 7/2004 – 11/2004 |
| &#149; First Edition | 6/2005 – 8/2005  |
| &#149; Turbo Edition | 4/2003 – 6/2003  |

## Sikkerhed
Modellen blev i 2002 kollisionstestet af Euro NCAP med et resultat på fire stjerner ud af fem mulige.
Det svenske forsikringsselskab Folksam vurderer flere forskellige bilmodeller ud fra oplysninger fra virkelige ulykker, hvorved risikoen for død eller invaliditet i tilfælde af en ulykke måles. I rapporterne er/var Vectra i årgangene 2002 til 2008 klassificeret som følger:
- 2009: Mindst 20% bedre end middelbilen[2]
- 2011: Mindst 20% bedre end middelbilen[3]
- 2013: Som middelbilen[4]
- 2015: Mindst 20% bedre end middelbilen[5]

## Motorer
| Model                | Cylindre | Slagvolume cm³ | Max. effekt kW (hk) / omdr. | Max. drejningsmoment Nm / omdr. | Motorkode | Euronorm | 0-100 km/t sek. | Topfart km/t | Årgange          | Bemærkninger                 |
| -------------------- | -------- | -------------- | --------------------------- | ------------------------------- | --------- | -------- | --------------- | ------------ | ---------------- | ---------------------------- |
| Benzinmotorer        |          |                |                             |                                 |           |          |                 |              |                  |                              |
| 1.6 16V              | 4        | 1598           | 74 (101) / 6000             | 150 / 3600                      | Z16XE     | Euro4    |                 | 192          | 8/2004 − 6/2005  |                              |
| 1.6 16V Twinport     | 4        | 1598           | 77 (105) / 6000             | 150 / 3900                      | Z16XEP    | Euro4    | 12,6            | 194          | 6/2005 − 7/2008  |                              |
| 1.8 16V              | 4        | 1796           | 81 (110) / 5600             | 167 / 3800                      | Z18XEL    | Euro4    |                 | 196          | 3/2002 − 6/2005  |                              |
| 1.8 16V              | 4        | 1796           | 90 (122) / 6000             | 167 / 3800                      | Z18XE     | Euro4    | 11,2            | 203          | 3/2002 − 6/2005  |                              |
| 1.8 16V              | 4        | 1796           | 103 (140) / 6300            | 175 / 3800                      | Z18XER    | Euro4    | 10,2            | 210          | 6/2005 − 7/2008  |                              |
| 2.0 16V Turbo        | 4        | 1998           | 129 (175) / 5500            | 265 / 2500 − 3800               | Z20NET    | Euro4    | 9,1             | 230          | 4/2003 − 7/2008  |                              |
| 2.2 16V              | 4        | 2198           | 108 (147) / 5600            | 203 / 4000                      | Z22SE     | Euro4    | 10,2            | 216          | 3/2002 − 3/2004  |                              |
| 2.2 16V Direct       | 4        | 2198           | 114 (155) / 5600            | 220 / 3800                      | Z22YH     | Euro4    | 9,4             | 218          | 12/2003 − 7/2008 | Ikke egnet til E10-brændstof |
| 2.8 V6 24V Turbo     | 6        | 2792           | 169 (230) / 5500            | 330 / 1800 − 4500               | Z28NEL    | Euro4    | 7,3             | 250          | 9/2005 − 6/2006  |                              |
| 2.8 V6 24V Turbo     | 6        | 2792           | 184 (250) / 5500            | 350 / 1800 − 4500               | Z28NET    | Euro4    | 6,9             | 250          | 1/2006 − 7/2008  |                              |
| 2.8 V6 24V Turbo OPC | 6        | 2792           | 188 (255) / 5500            | 355 / 1800 − 4500               | Z28NET    | Euro4    | 6,7             | 260          | 9/2005 − 6/2006  |                              |
| 2.8 V6 24V Turbo OPC | 6        | 2792           | 206 (280) / 5500            | 355 / 1800 − 4500               | Z28NET    | Euro4    | 6,3             | 250          | 6/2006 − 7/2008  |                              |
| 3.2 V6 24V           | 6        | 3175           | 155 (211) / 6200            | 300 / 4000                      | Z32SE     | Euro4    | 7,5             | 248          | 7/2002 − 9/2005  |                              |
| Dieselmotorer        |          |                |                             |                                 |           |          |                 |              |                  |                              |
| 1.9 CDTI 8V          | 4        | 1910           | 74 (101) / 3500             | 260 / 1700 − 2500               | Z19DTL    | Euro4    | 13,3            | 186          | 9/2005 − 7/2008  |                              |
| 1.9 CDTI 8V          | 4        | 1910           | 88 (120) / 3500             | 280 / 2000 − 2750               | Z19DT     | Euro4    | 11,5            | 200          | 3/2004 − 7/2008  |                              |
| 1.9 CDTI 16V         | 4        | 1910           | 110 (150) / 4000            | 320 / 2000 − 2750               | Z19DTH    | Euro4    | 9,8             | 217          | 3/2004 − 7/2008  |                              |
| 2.0 DTI 16V          | 4        | 1995           | 74 (101) / 4000             | 230 / 1500 − 2500               | Y20DTH    | Euro3    | 13,0            | 192          | 7/2002 − 2/2004  |                              |
| 2.2 DTI 16V          | 4        | 2172           | 92 (125) / 4000             | 280 / 1500 − 2750               | Y22DTR    | Euro3    | 10,8            | 206          | 7/2002 − 11/2004 |                              |
| 3.0 V6 CDTI 24V      | 6        | 2958           | 130 (177) / 4000            | 370 / 1900 − 2800               | Y30DT     | Euro3    | 9,5             | 226          | 8/2003 − 6/2005  |                              |
| 3.0 V6 CDTI 24V      | 6        | 2958           | 135 (184) / 4000            | 400 / 1900 − 2700               | Z30DT     | Euro4    | 8,9             | 230          | 6/2005 − 7/2008  |                              |

1. 1 2  CDTI-skrifttrækket på 1,9 CDTI (150 hk) og 3,0 CDTI (184 hk) adskiller sig fra de andre dieselmotorer gennem de røde "TI"-bogstaver
2. ↑  2.2 DTI 16V: Maks. effekt for visse eksportlande 86 kW (117 hk)
3. ↑  3.0 V6 CDTI 24V (177 hk): Maks. drejningsmoment med automatgear 330 Nm ved 1600 − 3600 omdr./min.

1,9 CDTI-dieselmotorerne kom fra Fiat og var videreudviklet i samarbejde med Opel gennem Fiat-Opel-Powertrain. V6-dieselmotorerne kom fra Isuzu.